# Scolelepis antipoda
Scolelepis antipoda är en ringmaskart som först beskrevs av Augener 1926.  Scolelepis antipoda ingår i släktet Scolelepis och familjen Spionidae.
Artens utbredningsområde är havet kring Nya Zeeland. Inga underarter finns listade i Catalogue of Life.